# Bazilika
Bazilika (grč.: βασιλική στοά (basiliké) - kraljeva dvorana) je rani oblik kršćanske bogomolje. Vjerojatno je građena od rimskih istoimenih građevina koje su služile kao sudnice i tržnice. 
Bazilike imaju i osobine rimskih kuća i katakombi koje su služile kao mjesta za ispovijedanje vjere prije nego što je kršćanstvo priznato službenom religijom. Naprijed se nalazio atrij na stupovima koji je vodio na usku terasu na kojoj je bilo tri ili više ulaza u glavni dio zgrade. Središnji dio imao je lađu i nekoliko redova stupova koji su podupirali središnji dio. Iznad su se nalazili prozori. 
Građevina je bila okrenuta k istoku, s lukovima i apsidama ukrašenim mozaicima. Na uzvišenu dijelu ispod apside bio je oltar s nebom iznad njega. Odmah ispod oltara, često ispod razine poda, nalazio se prostor s moćima svetca zaštitnika. Episkop je držao službu stojeći u središnjemu dijelu, na tronu, a ostali svećenici bili su raspoređeni polukružno, lijevo i desno od njega. 
Danas Papa bazilikom naziva liturgijski privilegiranu crkvu. Postoje velike (basilicae maiores) i manje bazilike (basilicae minores).
Velike su bazilike pet patrijarhijskih crkava u Rimu:
- Bazilika sv. Petra u Rimu
- sv. Ivana Lateranskog (za papu)
- sv. Pavla izvan zidina (za patrijarha aleksandrijskoga)
- sv. Marije Majke (za patrijarha antiohijskoga)

U svakoj od njih postoji oltar koji ne upotrebljavaju ni Papa ni njegovi zamjenici. U Rimu postoji 11 manjih bazilika te mnogo njih širom svijeta, od većega značenja za neki grad ili biskupiju. Počasni naslov manje bazilike pape udjeljuju od XVIII. st., na prijedlog Ordinarija.